# Noche Triste
Conquête de l'Empire aztèque
Batailles
Bataille de Tehuacacinco ; massacre de Cholula ; massacre du Templo Mayor ; Noche Triste ; bataille d'Otumba ; siège de Tenochtitlan
La Noche Triste (« la Triste Nuit » en espagnol), officiellement rebaptisée au Mexique «La Noche Victoriosa» (« La Nuit victorieuse »), est le nom donné à un épisode de la conquête de l'Empire aztèque par les Espagnols : dans la nuit du 30 juin au 1er juillet 1520, les troupes d'Hernán Cortés durent s’enfuir de Mexico-Tenochtitlan en concédant de lourdes pertes face aux Aztèques.

## Historiographie

### Sources
Les récits modernes de la Noche Triste s'inspirent largement d'une source espagnole : l’Histoire véridique de la conquête de la Nouvelle-Espagne de Bernal Díaz del Castillo, qui narre les événements dans le chapitre CXXVIII. Il s'y étend longuement sur la légende du « saut d'Alvarado » qui lui inspire les plus vives réserves. Hernán Cortés, sans doute peu soucieux d'attirer l'attention sur un épisode peu glorieux pour lui, n'y consacre que peu de place dans sa Deuxième Lettre à Charles Quint. Parmi les sources indigènes, la plus connue est le chapitre XXIV du Livre 12 du Codex de Florence. Les Annales de Tlatelolco n'y consacrent que quelques lignes.

## Récit des évènements

### Prologue
Le massacre prit place un peu plus d'un an après le débarquement de Cortés à Tabasco. Tirant parti des services de La Malinche, une jeune aztèque, Cortés, qui avait pénétré dans Tenochtitlan, la capitale des Mexicas et fait prisonnier l'empereur, Moctezuma II, gouverna l'Empire aztèque par l'intermédiaire de ce dernier.
À la suite du débarquement de Pánfilo de Narváez à Veracruz, à la tête d'une expédition envoyée par le gouverneur de Cuba, Diego Velázquez, pour arrêter Cortés qui avait largement outrepassé ses ordres de mission d'exploration, ce dernier laissa à son lieutenant, Pedro de Alvarado, le commandement de Tenochtitlan tandis que lui-même retourna sur la côte et défit les troupes de Narváez.
Pendant ce temps, Alvarado donne l'ordre de massacrer une partie de l'aristocratie et du clergé aztèque, pendant une fête religieuse où est assemblée toute la noblesse, sans armes, pour chanter et danser : c'est le massacre du Templo Mayor. Selon certaines rares sources, Alvarado aurait voulu devancer un possible complot - thèse qui reste très peu crédible, au vu des très nombreux écrits attestant du caractère pacifique de la fête. Devant l'ampleur du massacre, la révolte éclate immédiatement : les habitants prennent les armes. Les Aztèques assiégèrent le palais abritant les Espagnols et Moctezuma. 
À son retour, Cortés ne parvient pas à apaiser la colère des Aztèques. Assiégés dans leurs cantonnements, le palais d'Axayacatl, au cœur de la ville, les Espagnols se rendent compte qu'ils ne pourront plus repousser les Aztèques bien longtemps, et décident de fuir.

### LaNoche Triste
Dans son Historia, Bernal Díaz del Castillo déclare que le 29 juin 1520 les Espagnols ont contraint Moctezuma II à apparaître sur le balcon de son palais pour appeler ses compatriotes au calme. Le peuple a été consterné par la trahison de son empereur et des pierres et des flèches lui ont été lancées. Il est mort peu de temps après. D'autre part, les chroniques autochtones affirment que Moctezuma a été tué d’un coup d’épée par les Espagnols avant qu'ils quittent la ville,. Toutefois, certains historiens contemporains, tels Matthew Restall ou encore Pablo Moctezuma, ajoutent davantage foi aux chroniques des peuples autochtones qu’à celles des Espagnols. Selon leur version, les Espagnols auraient tué Moctezuma lorsque son incapacité à pacifier le peuple aztèque l’eut rendu inutile à leurs yeux.
Dans la nuit du 30 juin au 1er juillet, Cortés tenta une sortie hors de Tenochtitlan. Il choisit de quitter la ville par la chaussée de Tlacopan, car le trajet était plus court. Les ponts reliant la cité à la terre ferme ayant été coupés, il fit fabriquer un pont amovible pour franchir les coupures.
Avant le départ, Cortés fit rassembler le butin, sous forme de barres d'or, dans le palais d'Axayacatl. En présence d'officiers royaux, il fit mettre à part le quint royal qui serait transporté sur « sept chevaux blessés et boiteux et une jument ». Puis il abandonna le reste à ses soldats qu'il laissa libres de prendre ce qu'ils voulaient. Nombre d'entre eux commirent l'erreur de se surcharger d'or. Prudent, le chroniqueur Bernal Diaz del Castillo ne prit que quelques pierres précieuses car, écrit-il : «… je ne pensais qu'à sauver mon existence que je voyais en grand péril. ». Cortés répartit ses troupes (espagnols et alliés indigènes) en trois corps : une avant-garde commandée par Gonzalo de Sandoval; un centre composé du gros des troupes avec les canons et le trésor royal, commandé par lui-même; une arrière-garde commandée par Pedro de Alvarado.
Les Espagnols tentèrent de se glisser hors de la ville sous le couvert de l'obscurité. Selon la tradition, c'est une vieille femme allant chercher de l'eau qui aurait donné l'alerte : « Mexicains ! Venez tous. Voici qu'ils sortent, voici qu'ils sortent en secret, vos ennemis ! » (Codex de Florence). Les guerriers aztèques, alertés, attaquèrent les Espagnols à la fois sur la chaussée et depuis des canoës sur le lac de Texcoco.
Comme il pleuvait, la chaussée était mouillée et les chevaux glissaient. Le pont mobile des Espagnols fut rapidement détruit par les Aztèques. Les choses tournèrent réellement mal lors du franchissement du canal des Toltèques. Le chaos était tel que les Espagnols étaient incapables d'offrir une résistance organisée. Ce fut alors chacun pour soi, car, raconte Bernal Diaz : « Penser à s'attendre les uns les autres, c'eût été folie, personne de nous n'y aurait sauvé sa vie. ».  Les soldats passaient sur les corps de leurs camarades et chevaux tués, les bagages partout éparpillés. Ceux des soldats qui s'étaient encombrés d'or furent massacrés ou se noyèrent sans pouvoir se défendre. Peu d'hommes de l'arrière-garde en réchappèrent. Certains, incapables d'avancer, rebroussèrent chemin et retournèrent au palais d'Axayacatl, pour y trouver un sort qui nous est inconnu. Pedro de Alvarado fut un des rares survivants. Selon une légende tenace, il aurait sauvé sa vie en se servant de sa lance pour sauter par-dessus une coupure de la chaussée. C'est ce que l'on appelle le « saut d'Alvarado ». Bernal Diaz del Castillo, qui revint plus tard sur les lieux, affirme catégoriquement qu'un tel exploit était impossible. Les rescapés, parmi lesquels Cortés, finirent par atteindre la terre ferme. Les fuyards avaient perdu plusieurs centaines d'hommes : il est difficile d'en donner le chiffre exact, tant les chroniqueurs divergent entre eux. Selon l'écrivain Salvador de Madariaga dans son livre intitulé Hernan Cortès, la perte s'élèverait à environ six cents Espagnols. 
Les survivants s'arrêtèrent à Tacuba, sur la rive du lac, mais ils étaient loin d'être hors de danger. C'est pourtant à cet endroit que la légende situe l'épisode de l'ahuehuete de Cortés. Le conquistador, découragé, se serait assis au pied d'un ahuehuete et y aurait pleuré sur le sort funeste de tant de ses compagnons. Ce conte était tellement tenace que le Grand dictionnaire universel du XIXe siècle crut pouvoir le reprendre : « Ce cyprès est connu dans tout le Mexique sous le nom de ahuehuete de la Noche Triste y disgraciada. C'est à l'abri de son feuillage que Cortés se reposa dans la fatale nuit du 1er juillet 1520 après avoir été chassé de Mexico… ». Bernal Diaz del Castillo, quant à lui, rapporte plus sobrement que les Espagnols se réfugièrent dans un petit temple pour y panser leur plaies, tandis que les Aztèques continuaient à les attaquer sans relâche. Vers minuit, ils se remirent en marche.

### Conclusion

Carte représentant le trajet de la fuite des Espagnols après la Noche Triste.

À la suite de cette déroute, les survivants encore sous le commandement de Cortés durent s'enfuir tout en combattant les troupes aztèques qui les poursuivirent pendant plus d'une semaine pendant qu'ils contournaient le lac Texcoco par le nord (vers la lagune de Zumpango) pour prendre la direction de Tlaxcala vers l'est, où les Espagnols espéraient trouver refuge auprès de leurs alliés tlaxcaltèques.
Cette fuite s'acheva par la victoire inespérée et décisive des quelques centaines d'Espagnols sur près de 40 000 guerriers aztèques menés par le Cihuacóatl Matlatzincatzin, lors de la bataille d'Otumba, le 7 juillet 1520.
Une fois parvenu à Tlaxcala, Cortés reconstitua une vaste armée, majoritairement composée de guerriers autochtones hostiles aux Mexicas dont ils étaient ennemis ou tributaires, et lança le siège de Tenochtitlan, qu'il remporta le 13 août 1521. Cette date marque la fin effective de l'empire aztèque, même si le dernier tlatoani mexica, Cuauhtémoc, n'est exécuté qu'en 1525, après presque quatre ans d'emprisonnement.